# Farhat Bazarow
Farhat Reýimbergenowiç Bazarow, ros. Фархат Реимбергенович Базаров, Farchat Rieimbiergienowicz Bazarow (ur. 31 stycznia 1980, Turkmeńska SRR) – turkmeński piłkarz, grający na pozycji bramkarza.

## Kariera piłkarska

### Kariera klubowa
W 1997 rozpoczął karierę piłkarską w klubie Şagadam Turkmenbaszy. W 2000 został powołany do służby wojskowej, podczas której grał w Galkanie Aszchabad. Latem 2001 razem z trenerem Baýram Durdyýewym przeniósł się do Köpetdagu Aszchabad. W 2002 wrócił do Şagadamu Turkmenbaszy. W 2005 został piłkarzem Nebitçi Nebit Dag. W 2006 wyjechał za granicę, gdzie bronił barw uzbeckiego Shoʻrtanu Gʻuzor oraz rosyjskich klubów Kawkaztransgaz-2005 Ryzdwiany i Gazowik Orenburg. Latem 2009 wrócił do ojczyzny, gdzie zasilił skład HTTU Aszchabad. W 2010 przeniósł się do Ahal FK. W 2011 przeszedł do Merw FK. Od 2013 do 2014 ponownie występował w klubie z Balkanabatu, który już nazywał się Balkan Balkanabat. W 2015 dołączył do Energetika Mary.

### Kariera reprezentacyjna
W 2014 debiutował w narodowej reprezentacji Turkmenistanu.

## Sukcesy i odznaczenia

### Sukcesy piłkarskie
Şagadam Turkmenbaszy
- mistrz Turkmenistanu: 2002
- brązowy medalista Mistrzostw Turkmenistanu: 2003
- finalista Pucharu Turkmenistanu: 2002

HTTU Aszchabad
- mistrz Turkmenistanu: 2009
- zdobywca Superpucharu Turkmenistanu: 2009

Merw FK
- wicemistrz Turkmenistanu: 2012
- zdobywca Pucharu Turkmenistanu: 2006, 2011
- finalista Superpucharu Turkmenistanu: 2006, 2011

Balkan Balkanabat
- zdobywca Pucharu Prezydenta AFC: 2013
- wicemistrz Turkmenistanu: 2013
- finalista Pucharu Turkmenistanu: 2014
- finalista Superpucharu Turkmenistanu: 2013